# Khánh Xuân (phường)
Khánh Xuân là một phường thuộc thành phố Buôn Ma Thuột, tỉnh Đắk Lắk, Việt Nam.
Phường có diện tích 21,88 km², dân số năm 1999 là 21.583 người, mật độ dân số đạt 986 người/km².

## Hành chính
Phường Khánh Xuân được chia thành 15 tổ dân phố: 1, 2, 3, 4, 5, 6, 7, 8, 9, 10, 11, 12, 13, 14, 15 và 01 buôn: Buôn Êrang.